# Nettlingen
Nettlingen ist mit etwa 1350 Einwohnern die drittgrößte Ortschaft in der Gemeinde Söhlde in der Braunschweig-Hildesheimer Lößbörde und gehört zum Landkreis Hildesheim. Sie wurde 1022 als Ort und 1166 mit Udo von Nettlingen zuerst urkundlich erwähnt. Der Ort liegt auf dem nach ihm benannten Nettlinger Rücken, der die Ilseder Börde von der Lebenstedter Börde trennt.

## Geschichte
In Nettlingen war ein Rittergeschlecht begütert, das mit Udo von Nettlingen 1166 zuerst urkundlich erwähnt wird. Es trug einen Doppelhaken (Wolfsangel) im Wappen, hat aber eine besondere Bedeutung nicht erlangt. Der Knappe Johann von Nettlingen war 1358 bischöflicher Vogt auf der Winzenburg. Werner und Hans von Nettlingen erwarben 1426 vom Michaeliskloster ein Haus in der Stadt Hildesheim. Knappe Hans von Nettlingen verkaufte 1490 seinen Besitz in Garbolzum und Wöhle dem Domkapitel. In der Michaeliskirche hing ein Wappenschild des erloschenen Geschlechts.
Südlich des Dorfes lag einst eine Wallburg, genannt „Querenburg“ (von einem alten germanischen Wort für „Mühle“ abgeleitet"), die womöglich bereits um 1020 von Bischof Bernward einem Vertreter des Geschlechts von Nettlingen als Lehen gegeben wurde. Die Burg sollte die Bewohner vor den seinerzeit ins Land einfallenden Slawen schützen. In der Mitte des 19. Jahrhunderts wurde die damals bereits völlig verfallene Burg mitsamt einem benachbarten Wald namens Ohe (der östlich des heutigen Forschers lag) eingeebnet.
Der Nettlinger Dorfchronik zufolge gab es Nettlingen einst einen Markt in der Nähe der evangelischen Kirche; in Dokumenten des 11. Jahrhunderts wurde Nettlingen als „vicus“ bezeichnet, zudem hieß bis mindestens 1754 der nördliche Teil der heutigen Marienburger Straße „Beim Markt“.
Größere Bedeutung für Nettlingen gewann das Rittergeschlecht von Saldern. Es wurde 1102 vom Michaeliskloster mit dem Zehnten belehnt. Im 14. Jahrhundert besaß das Geschlecht dort Lehnsgüter von den Herzögen von Braunschweig und von den Hildesheimer Bischöfen. Die Grafen von Wohldenberg hatten um 1325 die Ritter mit der Gerichtsbarkeit über das Dorf und mit der Holzgrafschaft über das Vorholz belehnt. Um 1570 erbaute Kurt von Saldern das Nettlinger Schloss. Über den Verkauf desselben nahm 1605 die Brauergilde in Hildesheim Verhandlungen auf, die 1611 zum Abschluss kamen. Aber schon im folgenden Jahre trat die Brauergilde das Schloss für 28000 Reichstaler dem Landdrost Arend von Wobersnow ab. Der dem pommerschen Adel entstammende Landdrost stand in Diensten des Herzogs Friedrich Ulrich von Braunschweig und hatte durch unlautere Geschäfte sich große Geldsummen zu verschaffen gewusst. Sein Reichtum wuchs, als ihn 1617 der Herzog zum Münzkommissar ernannte und er darauf Münzstätten errichtete, in denen nach Art der Kipper und Wipper minderwertige Münzen geprägt wurden. Der Landdrost, 1620 wegen Münzfälschung vor das Reichskammergericht zitiert, flüchtete nach Nettlingen.
Auf der Rückreise von Paris nach Moskau übernachtete Zar Peter der Große mit Frau 1717 im Nettlinger Schloss. Nordwestlich von Nettlingen liegt links der Klunkau der Weiler Helmersen. Der Knappe Jordan von Helmersen führte 1325 in seinem Siegel einen Helm mit Adlerflügeln. Das untere Feld des zweigeteilten Gemeindewappens zeigt das redende Wappen der Ritter von Helmersen, während sich im oberen Feld der Doppelhaken aus den Siegeln der Brüder Johann und Hermann von Nettlingen vom Jahre 1362 befindet.
Am 1. März 1974 wurde Nettlingen in die Gemeinde Söhlde eingegliedert. Die Gemeinde Nettlingen hatte eine Fläche von 14,90 km².

## Verkehr
Nettlingen ist durch die B 444 gut an die Bundesautobahnen 7 und 39 angebunden, wodurch die Landeshauptstadt Hannover sowie die Bezirkshauptstadt Braunschweig schnell zu erreichen sind. Weniger gut ausgebaut ist die Anbindung an den ÖPNV, so wird der Ort lediglich von einer Buslinie bedient, die in einem regelmäßigen Takt nach Hildesheim bzw. Söhlde fährt.

## Politik

### Ortsrat
Der Ortsrat setzt sich aus sieben Ratsfrauen und Ratsherren zusammen. Nach der Kommunalwahl am 11. September 2016 ergab sich die folgende Sitzverteilung (in Klammern Veränderung zur Wahl 2011):
- SPD 4 Sitze (±0)
- CDU 3 Sitze (±0)

### Ortsbürgermeister
Ortsbürgermeister ist Thomas Hein (SPD).

## Sehenswürdigkeiten

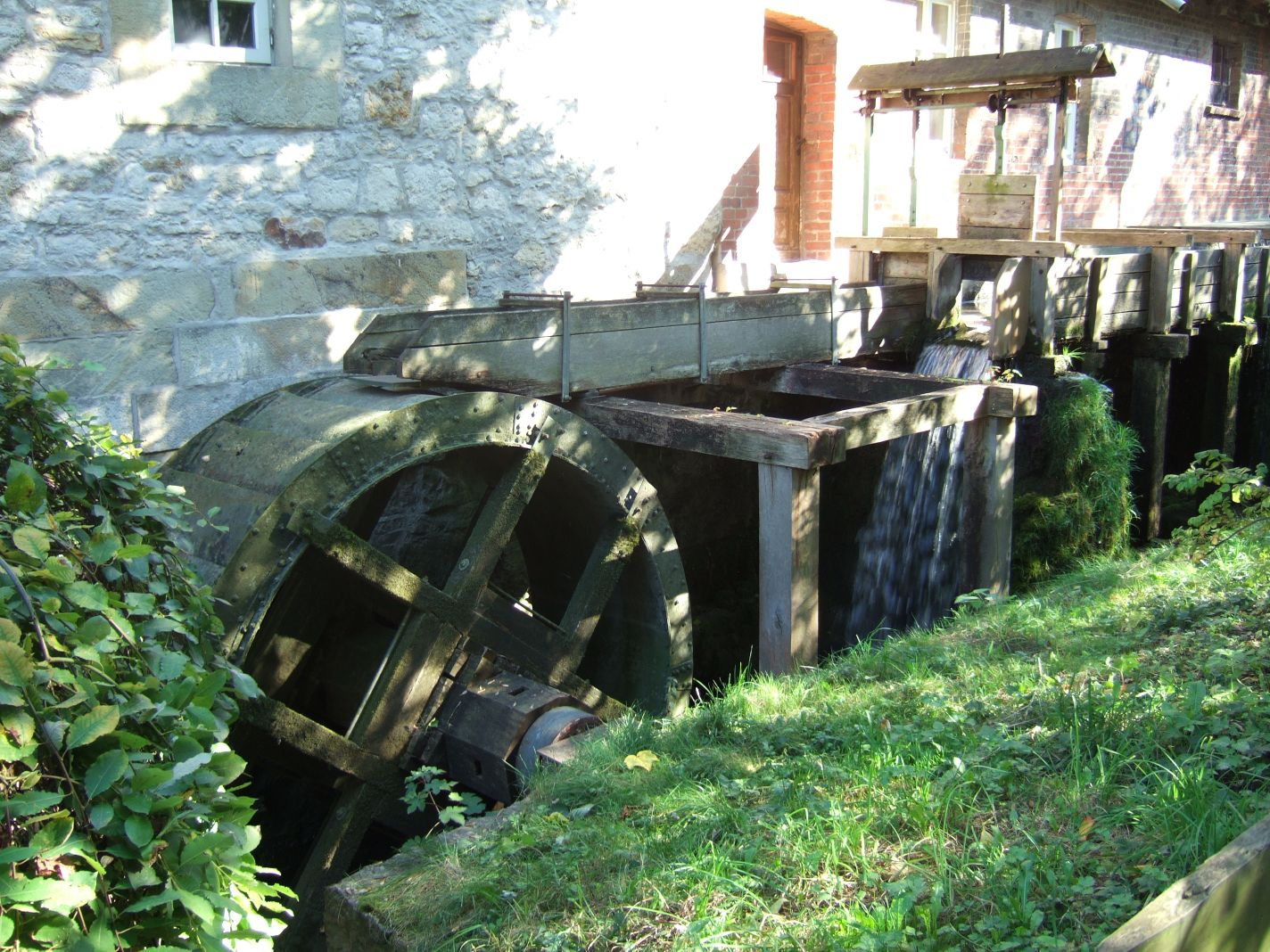
Wasserrad der Nettlinger Wassermühle

Als Sehenswürdigkeit der Ortschaft gilt die Wassermühle. Das Gebäude, in der sich die Mühle befindet, entstand 1581. Heute finden an der Mühle regelmäßig kleinere Feste und Veranstaltungen statt. Im Ort steht das um 1570 von Kurt von Saldern erbaute Schloss Nettlingen.
Eine weitere Sehenswürdigkeit stellt die romanische St. Marienkirche dar, in der sich ein fast 1000-jähriger Wandfries mit Szenen aus dem Neuen Testament befindet. Dem gegenüberliegend ist 2010 ein neuer Wandfries von der Bremer Künstlerin Sibylle Springer geschaffen worden, der das Alte Testament thematisiert und zahlreiche Bezüge zu dem Fries des Neuen Testamentes aufweist. Durch einen Brand war die Kirche 1970 weitgehend zerstört worden – nur der barocke Altar blieb verschont und der fast 1000-jährige Wandfries konnte restauriert werden.

## Religionen

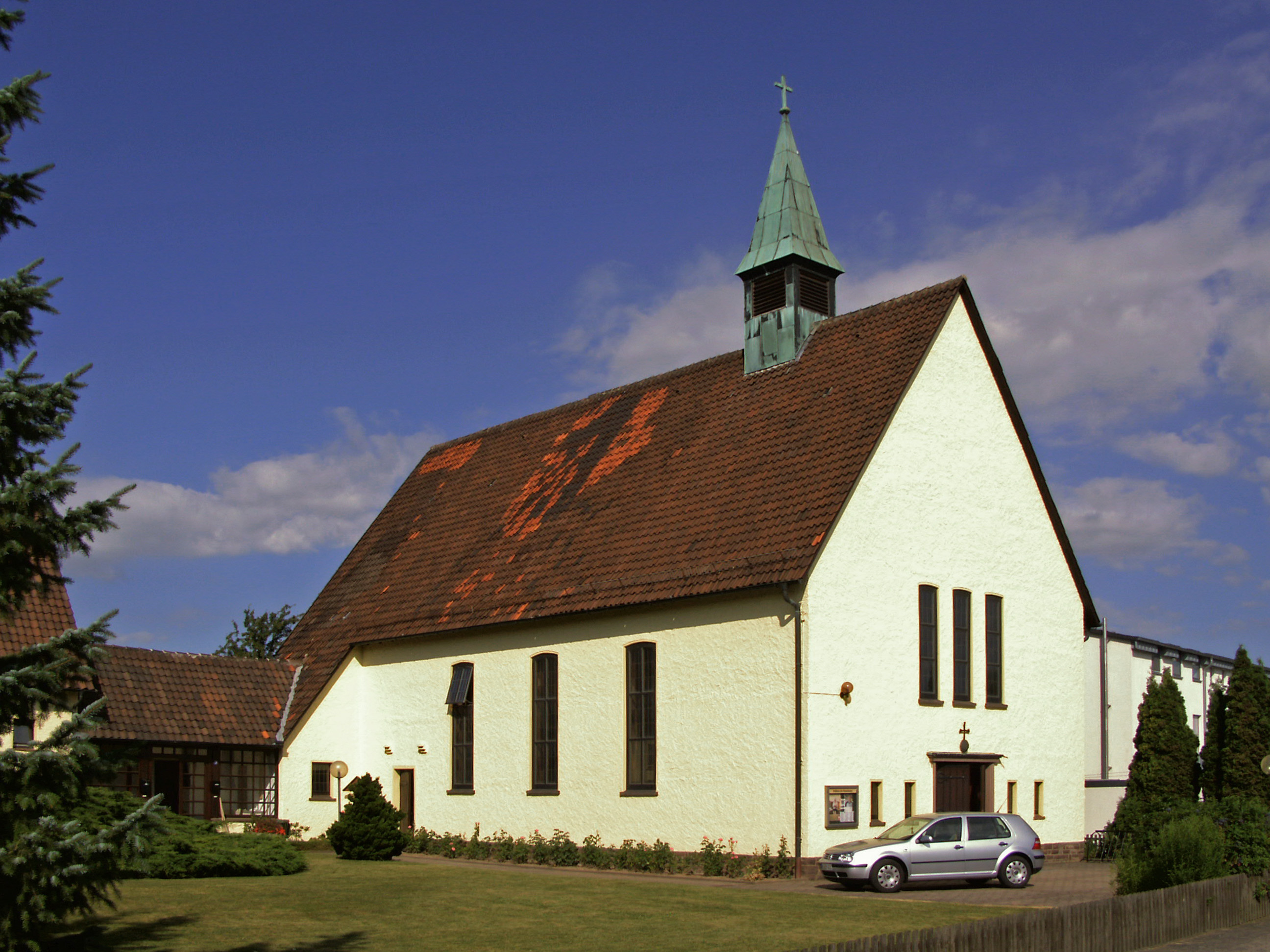
Katholische Kirche

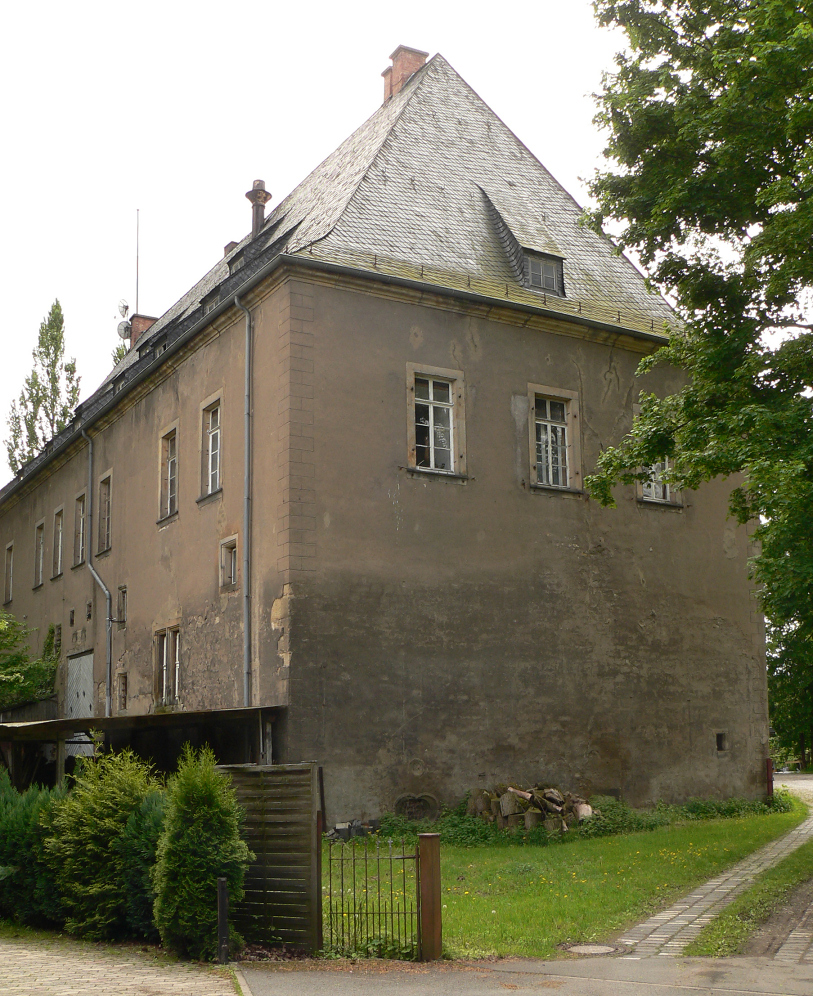
Seitenansicht von Schloss Nettlingen

Nettlingen verfügt über die evangelische St.-Marien-Kirche (siehe Sehenswürdigkeiten), sie gehört zur Kirchengemeinde Söhlde-Himstedt-Nettlingen im Kirchenkreis Hildesheimer Land – Alfeld.
Nachdem sich infolge des Zweiten Weltkriegs katholische Heimatvertriebenen aus den Ostgebieten des Deutschen Reiches in Nettlingen niedergelassen hatten, wurde 1955 am westlichen Ortsrand von Nettlingen die katholische Kirche Maria vom heiligen Rosenkranz errichtet. Seit 2014 gehört sie zur Pfarrei St. Nikolaus mit Sitz in Ottbergen.

## Vereine und Gruppen
- TuS Nettlingen
- Junggesellschaft Nettlingen – Helmersen von 1884
- Mühlenverein
- Freiwillige Feuerwehr Nettlingen
- Bürgeraktion Freibad Nettlingen e. V.
- Nettlinger Gesangverein e. V., gegründet 1867
- Krippenspiel Nettlingen (seit 2015 von Jugendlichen organisiert)

## Persönlichkeiten
- Burghard von Cramm (1874–1936), Rittergutsbesitzer und Hofbeamter, geboren in Nettlingen
- Gottfried von Cramm (1909–1976), Tennisspieler, French-Open-Gewinner, geboren in Nettlingen
- Michael Schulz (* 1961 in Harlingen), Fußballspieler, spielte in der Jugend für den TuS Nettlingen